# Coaltar of the Deepers
I Coaltar of the Deepers (spesso reso graficamente come COALTAR OF THE DEEPERS) sono un gruppo musicale alternative rock giapponese formatosi nel 1991. Dopo vari cambi di formazione, la band è attualmente composta da Narasaki (voce e chitarra) e Kanno (batteria).

## Storia del gruppo
La band nacque a Tokyo nel 1991 da un'idea del cantante Watanabe, il batterista Kanno, il bassista Yoshio e del chitarrista Narasaki. Iniziarono producendo dei demo che vennero poi inclusi nelle loro prime pubblicazioni ufficiali, gli EP White (1991), Queen's Park All You Change e Sinking Slowly (1992). Watanabe lasciò il gruppo nello stesso anno, e il ruolo di cantante e frontman della band fu preso da Narasaki.
Dopo due anni di pausa pubblicarono nel 1994 il primo album in studio dal titolo The Visitors From Deepspace. Seguì un'altra lunga pausa interrotta dall'uscita degli EP Cat e Cat II, entrambi del 1997, del best of The Breastroke e della raccolta di inediti e rarità Submerge, nel 1998.
Nel 2000 pubblicarono l'album Come Over to the Deepend, a cui seguì l'uscita dell'EP Robot e degli album No Thank You e Newave. Nel 2002 la band contribuì con il brano h.s.k.s. all'album tributo della serie anime Beck. L'anno successivo intrapresero un tour negli Stati Uniti, prima di tornare in studio nel 2004 per lavorare sugli EP Mouse e Penguin, usciti entrambi in quell'anno. Nel 2007 fu la volta dell'EP Bear e del quinto album Yukari Telepath, prima dall'uscita dalla formazione del gruppo di Yoshio che ridusse la band a un duo.

## Side project
Oltre a essere il leader dei Coaltar of the Deepers, Narasaki manda avanti diversi progetti paralleli tra i quali il più importante è sicuramente Sadesper Record. Fa inoltre parte delle band Tokusatsu (insieme a Kenji Ōtsuki, cantante dei Kinniku Shōjo Tai), The Runaway Boys (con Kyo dei D'erlanger) e del progetto shoegaze Astrobrite.

## Stile e influenze
Benché la loro musica risenta prevalentemente delle particolarità sonore tipiche dello shoegaze, il sound dei Coaltar of the Deepers incorpora altresì una vasta gamma di elementi appartenenti a generi molto differenti tra loro, dalla musica techno all'heavy metal, passando per il post-hardcore e lo screamo.

## Formazione

### Formazione attuale
- Narasaki - voce, chitarra (1991–presente)
- Kanno - batteria (1991–presente)

### Turnisti
- Akira Nakayama - chitarra (dei Plastic Tree)
- Koji - chitarra (ex dei Cocobat)
- Watchman - tastiera, percussioni (ex dei Melt-Banana)
- Kenjirō Murai - basso (dei Cali≠Gari)

### Ex componenti
- Watanabe - voce (1991–1992)
- Yoshio - basso (1991–2007)
- Nagasawa - basso (1991–1995)
- Takatori - chitarra (1992, 1995–1996)
- Negishi - chitarra (1993–1995)
- Nori - chitarra (1996)
- Ichimaki - chitarra, voce (2000–2001)

## Discografia

### Album
- 1994 - The Visitors from Deepspace
- 2000 - Come Over to the Deepend
- 2001 - No Thank You
- 2002 - Newave
- 2007 - Yukari Telepath

### EP
- 1991 - White
- 1992 - Queen's Park All You Change
- 1992 - Sinking Slowly
- 1994 - Guilty Forest
- 1997 - Cat
- 1997 - Cat II
- 1998 - Receive
- 1999 - Dog
- 2001 - Robot
- 2004 - Mouse
- 2004 - Penguin
- 2007 - Tortoise
- 2007 - Bear

### Raccolte
- 1998 - The Breastroke
- 1998 - Submerge
- 2010 - The Breastroke II

### Singoli
- 2011 - Dear Future

### Album video
- 2005 - Forever